# Seconde Guerre mondiale dans la bande dessinée
 (avril 2014).
 (avril 2014).
- Si vous ne connaissez pas le sujet, laissez ce bandeau (vous pouvez alors contacter les auteurs).
- Si vous supprimez le contenu mis en cause (vous pouvez préalablement contacter les auteurs),

argumentez précisément cette suppression dans la page de discussion
(un manque de référence n'est pas un argument ; une recherche réelle de référence doit avoir été effectuée, être formellement documentée).
La Seconde Guerre mondiale est un conflit armé à l'échelle planétaire qui a duré 6 ans, du 1er septembre 1939 au 2 septembre 1945. Ce conflit opposa schématiquement deux camps : les Alliés et l’Axe.
La base dramatique liée à la Seconde Guerre mondiale a inspiré le 9ème art, notamment des auteurs comme Hugo Pratt, Will Eisner, Art Spiegelman, Sylvain Vallée et Fabien Nury, ou encore Jean-Pierre Gibrat, évoquant dans leurs œuvres les aspects liés à la guerre comme l'héroïsme, les sentiments, l'humanité, mais aussi la trahison, la mort ou encore l'apocalypse, avec l'explosion des deux bombes atomiques sur Hiroshima et Nagasaki. 

## BD dans les pays en guerre
La Seconde Guerre mondiale a touché tous les pays dans lesquels la bande dessinée existait : les États-Unis, le Japon, la France et la Belgique. Ce conflit a été traité de manières différentes selon le rôle joué pendant ces années et les pays concernés. 

### Propagande au service des États-Unis
Le vainqueur américain ne s’embarrasse d’aucune nuance dans la description des faits, et dépeint ses ennemis sans ambages.
Le 7 décembre 1941, Pearl Harbor est attaqué par surprise. Les États-Unis entrent en guerre contre les forces de l’Axe, mais des auteurs de comics et des cinéastes préparent l’opinion publique à cette éventualité depuis des mois. En mars 1941, Jack Kirby crée pour Timely le premier super-héros patriotique : Captain America. Aux couleurs du « Stars and Stripes », il devient le chantre de la liberté et le défenseur des valeurs américaines. Outre son combat hebdomadaire contre les Nazis (Hitler est en couverture du premier numéro) et les Japonais, l’armée l’utilise pour ses campagnes de recrutement. La machine de la victoire est en route : « Captain America veille sur vous ». En août 1941, apparaît Black Hawk, de Will Eisner, dans Military Comics, dont les personnages forment une équipe soudée de combattants contre la barbarie.

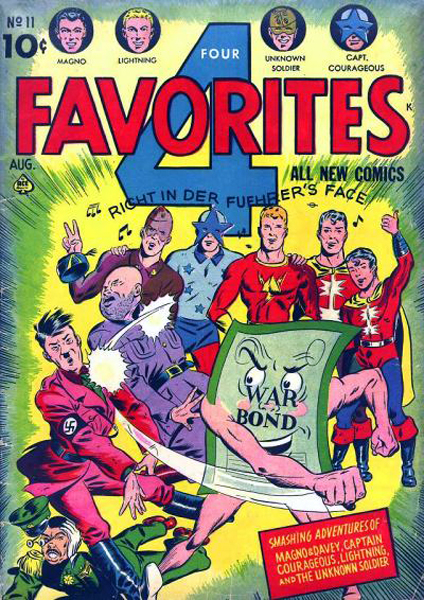
Couverture du numéro d'août 1943 des 4 Favorites, montrant « War Bond » tabassant Hirohito, Hitler et Mussolini.

Dans Spirit, on trouve des allusions à la guerre dès les premiers numéros : le justicier masqué donne l’exemple et s’engage volontairement dans l’Armée de terre des États-Unis. Toutefois, l’ennemi n’est pas clairement nommé et il reste affublé de noms exotiques tant que le pays ne sera pas entré en guerre officiellement. Eisner met son talent au service de l’effort de guerre en collaborant également à la revue Army motors, continuant bien après 1945 à fournir des guides illustrés : Mon dernier jour au Viêt Nam.
Plus le conflit s’enlise, plus l’implication des auteurs est grande. Ainsi, l'auteur Roy Crane crée un nouveau héros dans ces circonstances en la personne de Buz Sawyer, un aviateur qui combat dans l'Océan Pacifique à un moment où la victoire n’est pas encore acquise. Jack Kirby invente Wonder Woman, une brune aux couleurs américaines. Cette héroïne rejoint les autres personnages de comics de La Ligue des justiciers dans le combat contre les nazis et les Japonais. Submariner, naguère ennemi du genre humain, et la Torche, intègrent le bataillon des « All Winners Squad ». La plupart des personnages de super-héros, y compris Superman, Batman et Captain Marvel, vont être utilisés pour entretenir la volonté de vaincre et encourager les troupes au front. Mickey Mouse lui-même, dans les épisodes de 1943, Mickey Mouse and the nazi submarine et Mickey Mouse on a Secret Mission, affronte également l'Allemagne nazie. 

#### Nazisme en tant qu'incarnation absolue du Mal
Les Américains, grands vainqueurs de ce conflit, continuent d'écrire, de filmer et de dessiner cette période : ce sujet n’a pas perdu de sa vitalité dans la production de bande dessinée depuis la fin de la guerre. De nombreux auteurs abordent ce conflit en le traitant avec plus de recul et, bien entendu, à d’autres fins que la propagande de leurs aînés. Mike Mignola est l’auteur qui a réussi à transfigurer l’Allemand dans le rôle du Pygmalion maléfique qui veut rétablir le Mal sur Terre. Avec son personnage Hellboy, il crée un univers particulier où les nazis sont à l'origine d'un être qu'ils n'arrivent plus à contrôler et qui se retourne même contre eux. Ce « monstre », au fur et à mesure, devient le pire ennemi de toutes les forces occultes pour le bien de la nation. On retrouve là encore un thème cher aux auteurs américains : le héros, parfait ou imparfait, qui défend les innocents et le pays contre l'« Autre ». Cette vision n'est pas forcément xénophobe, mais participe à l'idée que ce pays se fait de son rôle dans le monde. En cela, Mike Mignola est d'une certaine manière le successeur de Jack Kirby.
Archétype du Mal, le nazi renvoie le lecteur à la Shoah et à la barbarie. Les nouveaux super-héros sont de retour et leur slogan pourrait être : « Populations ne vous inquiétez pas, nous veillons sur vous et défendons la Constitution contre les envahisseurs ! » Que ce soit dans D-Day ou Earth X de chez Marvel, le combat se résume toujours à cette antinomie existentielle entre le Bien et le Mal, fondatrice des religions monothéistes, compréhensible dans une société croyante et manichéenne comme peut l'être l'Amérique d'aujourd'hui.

### Japon
Les Japonais, vaincus et humiliés par les deux bombes atomiques, ont, d'une part, cherché des réponses et exprimé leur angoisse dans les mangas, ou encore rejeté en bloc leur responsabilité dans les crimes de guerre commis lors de l'expansionnisme du Japon Shōwa en Extrême-Orient par l'Armée impériale japonaise et la Marine impériale japonaise.
Les mangas Gen d'Hiroshima de Keiji Nakazawa et Tsubasa, les ailes d'argent de Tachihara sont représentatifs du courant « victimisateur » alors que Yoshinori Kobayashi se veut un des chefs de file du courant négationniste. L'histoire des trois Adolf de Tezuka escamote le passé belliqueux du Japon, pour s'attarder à l'Allemagne. Le manga Sengo suit les aventures de deux anciens militaires japonais dans le Tokyo occupé d'après-guerre, en passant par le marché noir et la prostitution à travers l'« Association pour les loisirs et l'amusement »,,.

### Chine et Corée
Au cours des dernières années, des auteurs de manhwa coréenne et de manhua chinoise ont entrepris d'exorciser le souvenir longtemps tabou des exactions commises par l'armée impériale japonaise. Parmi ceux-ci, Jung Kyung-a et Kim Hong-mo illustrent respectivement des ouvrages sur les femmes de réconfort et une uchronie sur l'occupation de la Corée par une armée impériale japonaise victorieuse.

### France et Belgique
Les Belges ont occulté cette période du fait du passé trouble d’Hergé et d’autres dessinateurs. Enfin, la France, dont la politique collaborationniste a été nuancée de justesse par le courage et le patriotisme d’une poignée de résistants, aborde cette période avec prudence. Cependant, le rôle des troupes coloniales est encore occulté de nos jours malgré la sortie de nombreux films, dont Indigènes de Rachid Bouchareb, et documentaires sur le sujet.

#### Représentations de l'occupant
La France, qui a connu la guerre sur son sol, avec toutes les dérives et compromissions qui ont entaché les valeurs de la République, possède une représentation différente du nazi. En effet, l’utilisation de cette catégorie correspond plus à une symbolique politique que religieuse, ou une facilité narrative. Max dans Fuck Fly and Bomb publié par Futuropolis revendique un côté punk et anarchiste en se moquant délibérément de soldats allemands, récit assez proche du pilote américain dans 1941 de Steven Spielberg. Le dessinateur Garcia dans Léo (Dargaud) ou encore Mattoti dans Feux aux éditions du Seuil se sont inspirés des costumes SS et de la Kriegsmarine pour leurs personnages ignobles, le second reprenant même le design d’un croiseur allemand.

## Sujet dérangeant
Le souvenir de la publication du journal Le Téméraire pendant l’occupation, l’attitude ambiguë des communistes avec certains auteurs collaborateurs, mais encore l’envie d’oublier le malheur de la guerre ont certainement marqué les générations des années 1940-1960. Timidement, ce thème revient dans les aventures de Buck Danny (les quatre premiers tomes abordent la bataille du Pacifique), de Marcel Labrume de Micheluzzi où il décrit les intrigues à Beyrouth et au Caire entre les partisans de Vichy et ceux de De Gaulle. Pratt dans les années 1970 et 1980 marque ce genre en fixant les règles narratives de la BD de guerre — nous verrons plus loin ce cas atypique.
La nouvelle génération qui n’a connu cette guerre qu’à travers les films et les cours d’histoire apporte une contribution non négligeable et par bien des aspects pertinente. Ainsi, Sylvain Vallée et Fabien Nury, au travers de leur série Il était une fois en France retrace le destin de Joseph Joanovici, à la fois collaborateur et résistant, et reflètent ainsi toute l'ambiguité de l'époque. Gibrat, dans Le Sursis et Le Vol du corbeau, raconte la collaboration, la vie sous l’occupation et la résistance. Le parcours de ses personnages nous plonge dans l’absurdité de la guerre et condamne l’attitude déplorable de certains Français. Dans Les Morins-Lourdels de Chouin et Maric les auteurs dressent un tableau de la France avant la Libération où sévit encore la Milice. Rabaté évoque tout simplement un moment pénible des débuts de la débâcle après la défaite de 40 : l’exode ! Sa narration fluide et son traité en noir et blanc atténuent le drame et interpelle parfois le lecteur. Le personnage de De Moog dans La Chronique (Les Requins Marteaux) en recherchant des souvenirs de famille se retrouve face à un grand-père engagé dans la Wehrmacht. Un récit délirant, critique et qui pose la question des Français qui ont combattu sous l’uniforme ennemi, volontaires ou pas. Depuis les années 2000, en partie grâce à l'arrivée d'Internet, tous les sujets sont traités sans tabou aucun : le rôle du Vatican dans l’évasion des bourreaux nazis (Le décalogue IV de TBC et Giroud), la survie et les relations entre soldats dans les moments de crise (Bretagne de Wazem), des témoignages comme celui de La Guerre d’Alan de Guibert… Enfin, des auteurs aux projets utilisent des nazis comme protagonistes majeurs dans des récits d’espionnage et d’aventure. C’est le cas de Je suis Légion de Nury et Cassaday ou encore de Sir Arthur Benton de Perger et Tarek.

## Thèmes

### Guerre d’Espagne
La guerre civile qui touche la péninsule ibérique, dès 1936, est une prémisse des conflits à venir. Antonio Hernandez Palacios, dans sa trilogie (1936, Rio Manzanares et Eloy) chez les Humanos, décrit la montée du franquisme et le tribut payé par les brigades internationales venues défendre la démocratie. Cava & Del Barrio dans Les Mémoires d’Amoros (FRMK) dépeignent à travers le regard de leur héros journalistes un tableau sombre de ce pays : de la guerre coloniale au Maroc aux troubles politiques intérieurs.

### Shoah
En lisant Berlin de Lutes (Seuil) ou Carton jaune de Hanouka (EP éditions), le lecteur découvre la montée de l’intolérance, du racisme et de l’antisémitisme en Allemagne et en France dans les années 1920-1930. Spiegelman (Maus, Flammarion) et Croci (Auschwitz, EP éditions) rapportent les témoignages de certains survivants des camps de la mort avec précision.

## Auteurs marquants

### Calvo, auteur de l’après-guerre
Caricaturiste au Canard enchaîné en 1919, Edmond-François Calvo passe par différents métiers avant de revenir au dessin en 1938, pour le groupe Offenstadt. Son album le plus célèbre demeure La bête est morte ! (album de bande dessinée publié en 1944, et été écrit par Victor Dancette et Jacques Zimmermann). Cette histoire est une satire de l'occupation nazie dans laquelle il utilise des animaux - à l’instar de La Fontaine - pour se railler des comportements et des travers de son époque. Edmond-François Calvo meurt en 1958 dans l’indifférence et reste, à ce jour, assez peu connu du grand public et de nombreux professionnels de la bande dessinée.

### Hugo Pratt
Il est le seul auteur qui a bâti une partie de son œuvre sur cette guerre, l’ayant vécue en tant que combattant : aux jeunesses fascistes, puis prisonnier dans un camp en Éthiopie, il finit dans un bataillon anglais à la Libération. Il raconte avec délectation des moments de sa vie dans Le désir d’être inutile (Laffont) et précise l’apport de son expérience dans ses BD lors d’entretiens dans De l’autre côté de Corto. Il débute avec Oesterheld ses récits de guerre dans la série Ernie Pike et, de retour en Europe, il publie tout au long de sa carrière sur ce sujet : Dans un ciel lointain, Les Scorpions du désert, Koïnsky raconte, Morgan et Récits de guerre. Il se dégage un profond dégoût de la guerre et de ses idéaux nationalistes sans lendemain dans les histoires de Pratt. Toutefois, son travail est minutieux et précis, au point que l’on pourrait croire qu’il glorifie l’armée, et pourtant il transcende les nations pour raconter des moments intenses entre des personnes qui ne sont pas forcément dans le même camp. Les troupes coloniales d’Afrique du Nord et de l’Ouest sont présentes et ne jouent pas un rôle secondaire.

### Sylvain Vallée et Fabien Nury
Auteurs de la série Il était une fois en France qui retrace, tout en le romançant, le destin hors normes de Joseph Joanovici, collaborateur et résistant d'origine juive, qui se retrouva au cœur du cyclone sous l'occupation Allemande. Cette série unanimement appréciée par le public et la critique, multiprimée, comporte 6 tomes et est publiée aux éditions Glénat.

## Liste de bandes dessinées sur le sujet

### BD européenne

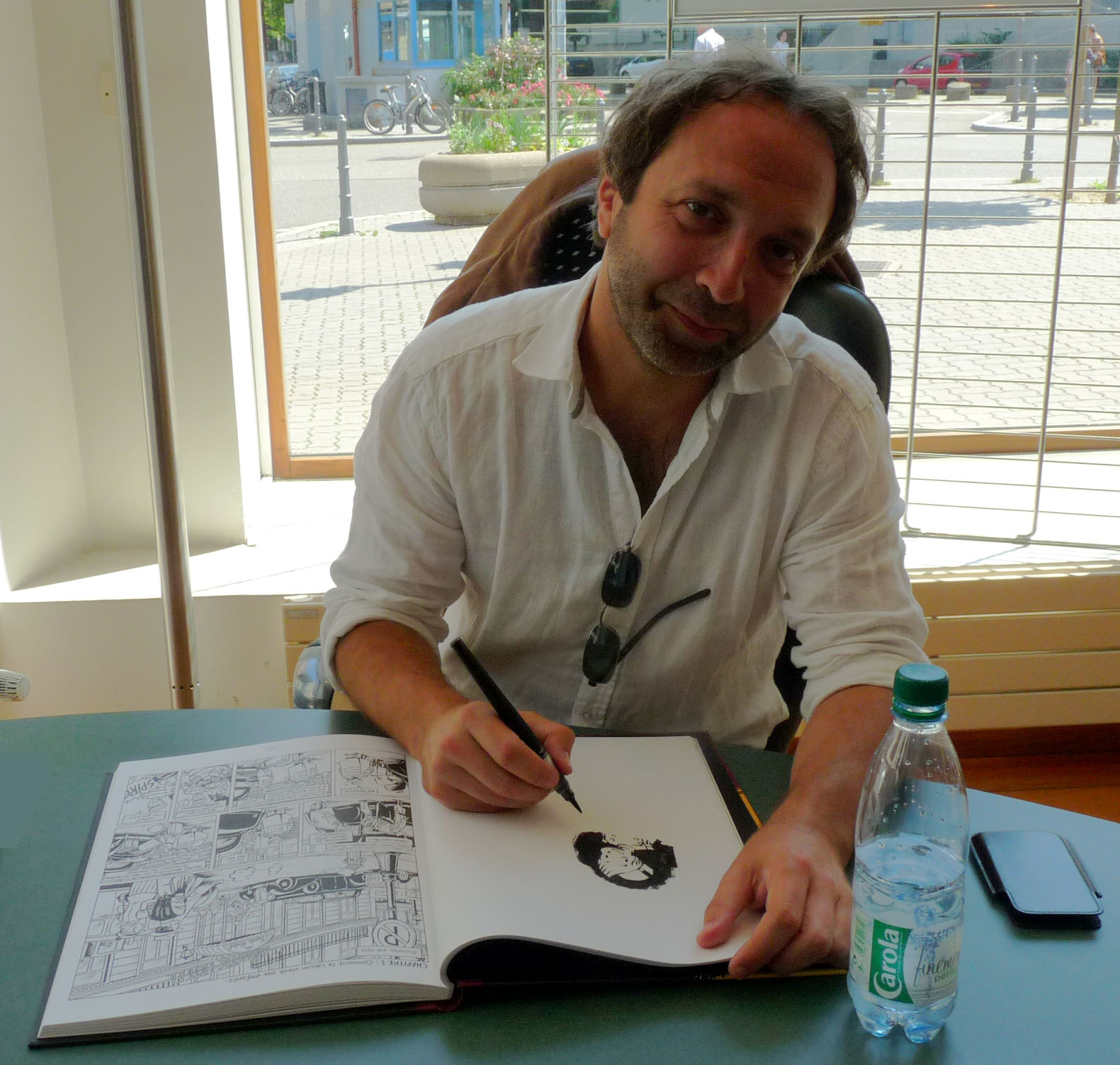
Émile Bravo, dessinateur de C'était la guerre mondiale, un album pour les enfants.

- Sylvain Vallée et Fabien Nury, Il était une fois en France (6 tomes), Éditions Glénat
- Émile Bravo, C’était la Guerre mondiale, Bréal
- Edmond-François Calvo, La bête est morte !, Gallimard
- Comès, Dix de Der, Casterman
- Pascal Croci, Auschwitz, Emmanuel Proust
- Ferry & Ersel, Le Gardien de la Lance, Glénat
- Jean-Pierre Gibrat, Le Sursis, Dupuis
- Jean-Pierre Gibrat, Le Vol du corbeau, Dupuis
- Frank Giroud & TBC, Le Décalogue, Glénat
- Emmanuel Guibert, La Guerre d'Alan, L’Association
- Hanouka, Carton jaune, Emmanuel Proust
- Yves Lavandier et Carole Maurel, L'Institutrice, Albin Michel, 2 tomes, 2022
- Bruno Loth, Ouvrier, mémoires sous l'Occupation, vol. 1 et 2, La Boîte à bulles
- Marvano, Les Sept Nains, Dupuis
- Marvano, Berlin, Dargaud
- Attilio Micheluzzi, Marcel Labrume, Mosquito
- Fabien Nury & John Cassaday, Je suis légion, Humanos
- Ory, Le petit nazi illustré, Nautilus
- Hugo Pratt, Les Scorpions du désert, Casterman
- Hugo Pratt, Sergent Kirk, Casterman
- Hugo Pratt, Ernie Pike, Casterman
- Hugo Pratt, Histoires de guerre, Casterman
- Hugo Pratt, Encres de guerre, Rackham
- Pascal Rabaté, Premières cartouches, Vents d'Ouest
- Tarek & Stéphane Perger, Sir Arthur Benton, Emmanuel Proust
- David Vandermeulen, Fritz Haber, Delcourt
- Laurent Verron & Yann le Pennetier, Odilon Verjus, Le Lombard
- Pierre Wazem, Bretagne, Humanos
- Will & Desberg La 27e Lettre, Dupuis
- Buck Danny, Dupuis
- Max Fridman, Glénat
- La Chronique
- Les Morins-Lourdels, Glénat
- Charles de Gaulle par Jean-Yves Le Naour (scénario), Claude Plumail (dessin) et Albertine Ralenti (couleurs), avec le concours de la Fondation Charles de Gaulle. En décembre 2017 : 3 tomes publiés chez Bamboo Édition.

### Comics
- Brun & Scott Hampton, D-Day, Humanos
- Lutes, Berlin, Seuil
- Ross & Krueger, Earth X, Marvel
- Spiegelman, Maus, Flammarion
- Pak & di Giandomenico, Magnéto : Le Testament, Marvel
- Joe Kubert, Sgt. Rock, Soleil

### BD asiatique
- Jung Kyung-a, Femmes de réconfort, 6 Pieds sous terre
- Kim Hong-mo, L'Armée de la résistance, Kana
- Paul-Yanic Laquerre, Song Yang et Pastor, Maruta 454, Xiao Pan
- Ayumi Tachihara, Tsubasa, les ailes d'argent, Panini
- Osamu Tezuka, L'Histoire des trois Adolf, Tonkam

#### Ouvrages généraux
- Traits résistants. La Résistance dans la bande dessinée de 1944 à nos jours, Lyon, Libel / Centre d'histoire de la résistance et de la déportation / Musée de la Résistance nationale, avril 2011, 184 p. (ISBN 978-2-917659-14-4).
- Joël Kotek (dir.) et Didier Pasamonik (dir.), Shoah et bande dessinée. L'image au service de la mémoire, Paris, Mémorial de la Shoah et Denoël Graphic, janvier 2017, 168 p. (ISBN 978-2-207-13668-3).
- Mike Conroy (trad. de l'anglais), La guerre dans la BD : personnages de fiction ou véritables héros ?, Paris, Eyrolles, 2011, 191 p. (ISBN 978-2-212-13219-9).

#### Articles de presse
- Henri Filippini, « La Bête n'est pas morte ! Dossier : la Seconde Guerre en BD », dBD, no 44,‎ juin 2010, p. 42-54.

#### Bande dessinée
- Liste des membres de la Ligue de Justice d'Amérique
- La Ligue des justiciers